# Słobódka Leśna
Słobódka Leśna (ukr. Лісна Слобідка) – wieś na Ukrainie, w obwodzie iwanofrankiwskim, w rejonie kołomyjskim.
W 1832 roku Stanisław Mrozowicki, ówczesny właściciel  Słobódki Leśnej, był patronem tytularnym tamtejszej parafii Cerkwi greckokatolickiej pw. św. Mikołaja Biskupa oraz filii tej parafii pw. św. Jana Chrzciciela w Majdanie.